# Akikiki de Hawaii
L'akikiki de Hawaii (Loxops mana) és una espècie d'ocell de la família dels fringíl·lids (Fringillidae) que ha estat considerada al gènere Oreomystis i Himatione i també com l'única espècie del gènere Manucerthia Habita la selva humida de l'illa de Hawaii.